# Serbonnes
Serbonnes là một xã của Pháp,tọa lạc ở tỉnh Yonne trong vùng Bourgogne-Franche-Comté của Pháp.

## Hành chính
| Giai đoạn                   | Tên          | Đảng | Tư cách |
| --------------------------- | ------------ | ---- | ------- |
| tháng 3 2001                | Anne Bouchet |      |         |
| Dữ liệu trước đây không rõ. |              |      |         |

## Thông tin nhân khẩu
| Năm | 1962 | 1968 | 1975 | 1982 | 1990 | 1999 |
| --- | ---- | ---- | ---- | ---- | ---- | ---- |
| Dân số | 278  | 282  | 269  | 273  | 383  | 454  |
| From the year 1962 on: No double counting—residents of multiple communes (e.g. students and military personnel) are counted only once. |      |      |      |      |      |      |